# علم الفيلولوجيا السياسية
علم الفيلولوجيا السياسية أو علم اللغة السياسية هو 'نمط نَشِطٌ لفهم" النصوص. وهو لا يكتفي بأخذ النصوص (الدينية) كما في ظاهرها مستبعدا السياق الاجتماعي والسياسي، بل يضعها في سياق تاريخي. كما أنه يعطي اعتبارا كبيرا لتداعياتها الاجتماعية والسياسية، وكذلك إلى الكيفية التي تم بها توظيف النص (الديني). 

## أنظر أيضا
- هيرمينوطيقا الشبهة
- شيلدون بولوك
- المعركة من أجل السنسكريتية